# بريان ساندرز
بريان ساندرز (بالإنجليزية: Bryan Sanders)‏ هو متزلج قفز أمريكي، ولد في 24 أكتوبر 1970 في ستيلووتر في الولايات المتحدة.

## وصلات خارجية
- بريان ساندرز على موقع الاتحاد الدولي للتزلج (القفز التزلجي) (الإنجليزية)
- بريان ساندرز على موقع اللجنة الأولمبية الدولية (الإنجليزية)
- بريان ساندرز على موقع أوليمبيديا (الإنجليزية)